# Bertil Antonsson
Hans Bertil August Antonsson (Trollhättan, 19 luglio 1921 – Trollhättan, 27 novembre 2006) è stato un lottatore svedese, specializzato sia nella lotta libera che nella lotta greco-romana.

## Biografia
Gareggio nella categoria dei pesi massimi.
Rappresentò la Svezia a quattro edizioni dei Giochi olimpici estivi: vincendo l'argento nei tornei di lotta libera a Londra 1948 e Helsinki 1952, concludendo al quinto posto nella lotta greco-romana nel Melbourne 1956 e al settimo posto nella lotta libera a Roma 1960.
E' zio di Hans Antonsson che vinse il bronzo a nel torneo di lotta libera pesi medi.

## Palmarès
- Giochi olimpici

Londra 1948: argento nella lotta libera pesi massimi.
Helsinki 1952: argento nella lotta libera pesi massimi.
- Mondiali

Stoccolma 1950: oro nella lotta greco-romana pesi massimi.
Helsinki 1951: oro nella lotta libera pesi massimi.
Napoli 1953: oro nella lotta greco-romana pesi massimi.
Tokyo 1954: argento nella lotta libera pesi massimi.
Karlsruhe 1955: argento nella lotta greco-romana pesi massimi.
- Europei

Stoccolma 1946: oro nella lotta libera pesi massimi.
Istanbul 1949: oro nella lotta libera pesi massimi.